# 脸基尼

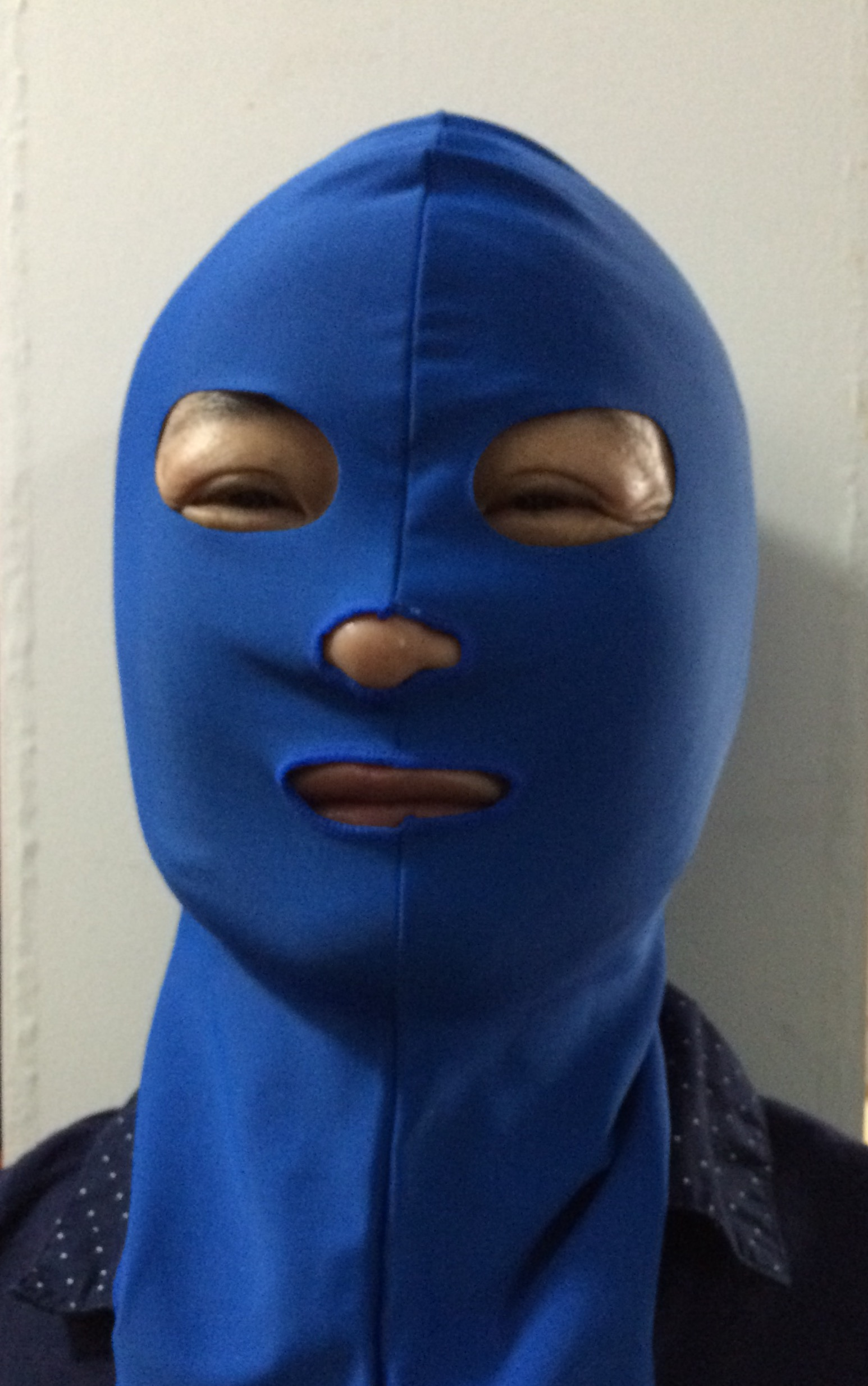
脸基尼

臉基尼（英語：facekini）是游泳時穿戴的一種頭笠，只露出眼睛、鼻子和嘴唇的防曬頭套，流行於中國青島，除了防曬以外還可以防止被水母刺傷。

## 詞源
臉基尼英語為facekini，是臉（face）與比基尼泳衣（bikini）的合併詞。這個新的詞語於2012年開始廣被流傳，並且迅速竄紅。

## 外部連結
- 風傳媒 - 防曬神器「臉基尼」嚇壞小朋友，新設計防曬兼防嚇到人 （页面存档备份，存于）